# Campeonato Sudamericano de Voleibol Masculino Sub-17 de 2023
El Campeonato Sudamericano de Voleibol Masculino Sub-17 de 2023 fue la IV edición de este torneo de selecciones masculinas de voleibol categoría sub-17 pertenecientes a la Confederación Sudamericana de Voleibol (CSV), se llevó a cabo en la ciudad de Araguari, Brasil del 23 de agosto al 27 de agosto de 2023. En esta edición Brasil es el campeón logrando su segundo título derrotando en la gran final a la selección de Argentina 3-0

## Equipos participantes
- Argentina
- Brasil
- Chile
- Colombia
- Perú

## Posiciones finales
| Pos | Equipo    |
| --- | --------- |
|     | Brasil    |
|     | Argentina |
|     | Chile     |
| 4   | Perú      |
| 5   | Colombia  |

## Clasificados al Mundial U-17 de 2024
| Bandera de Brasil | Bandera de Argentina | Bandera de Chile |
| Brasil            | Argentina            | Chile            |